# Сайвс, Крейг
Крейг Сайвс (англ. Craig Sives; род. 9 апреля 1986, Эдинбург) — шотландский футболист, выступавший на позиции защитника.

## Карьера
Сиверс начал свою карьеру в эдинбургском клубе «Харт оф Мидлотиан», где провел два матча и был отправлен в аренду в «Партик Тистл» и «Куин оф Саут». Впоследствии он играл за ирландский клуб «Шэмрок Роверс» и австралийский «Хьюм Сити», а затем вернулся в Шотландию, чтобы играть за «Ливингстон». После непродолжительной аренды у Кауденбита в 2016 году он подписал контракт с клубом на постоянной основе, сыграв тринадцать матчей, прежде чем уйти из футбола в январе 2017 года.

## Достижения

### Командные

#### «Шемрок Роверс»
- Чемпион Ирландии: 2010, 2011
- Обладатель Кубка Ирландии: 2011

#### «Ливингстон»
- Обладатель Шотландского кубка вызова: 2014/15

### Персональные
- Лучший игрок года футбольного клуба «Шемрок Роверс»: 2011
- Лучший молодой игрок года футбольного клуба «Шемрок Роверс»: 2009